# Liparis brevicaulis
Liparis brevicaulis är en orkidéart som beskrevs av Rudolf Schlechter. Liparis brevicaulis ingår i släktet gulyxnen, och familjen orkidéer. Inga underarter finns listade i Catalogue of Life.